# Буркинийско-мексиканские отношения
Буркинийско-мексиканские отношения — двусторонние дипломатические отношения между Буркина-Фасо и Мексикой. Государства являются членами Организации Объединённых Наций.

## История
В 1976 году государства установили дипломатические отношения, которые развивались в основном в рамках многосторонних форумов.
В ноябре 2010 года правительство Буркина-Фасо направило делегацию из 28 человек для участия в Конференции Организации Объединённых Наций по изменению климата в Канкуне. В 2012 году Буркина-Фасо и Мексика подписали Меморандум о взаимопонимании по созданию механизма консультаций по вопросам, представляющим взаимный интерес.
13 марта 2013 года Эрминио Бланко Мендоса в качестве кандидата от Мексики на должность генерального директора Всемирной торговой организации посетил Буркина-Фасо в рамках турне по нескольким африканским странам для продвижения своей кандидатуры. Эрминио Бланко сопровождали заместитель министра иностранных дел Мексики Лурдес Аранда Безаури в качестве специального посланника президента Мексики и аккредитованный посол Мексики в Буркина-Фасо Марко Антонио Гарсия Бланко, проживающий в Нигерии. Делегация встретилась с министром промышленности, торговли и ремесел Буркина-Фасо Патиенде Артуром Кафандо и с делегатом-министром иностранных дел и регионального сотрудничества Томасом Пале.
Осуществлено несколько визитов на высоком уровне из Буркина-Фасо в Мексику, таких как: визит и участие делегации Буркина-Фасо во Второй конференции по гуманитарным последствиям ядерного оружия в феврале 2014 года в Мехико; встреча на высоком уровне Глобального альянса за эффективное сотрудничество в целях развития в апреле 2014 года в Мехико; на V Ассамблее Глобального экологического фонда в мае 2014 года в Канкуне.
В январе 2016 года гражданин Мексики находился в Уагадугу во время теракта, приписываемого «Аль-Каиде в странах исламского Магриба». Мексиканец не пострадал и покинул Буркина-Фасо.

## Дипломатические представительства
- Интересы Буркина-Фасо в Мексике представлены через посольство в Вашингтоне (США), а также имеется почётное консульство в Мехико[5].
- Мексика представляет интересы в Буркина-Фасо через посольство в Абудже (Нигерия)[6].